# بیماری‌های مغزی-عروقی
بیماری‌های مغزی-عروقی (به انگلیسی: Cerebrovascular disease)، مجموعه‌ای گوناگون از شرایط پزشکی هستند که بر رگ‌های خونی مغز و جریان خون مغزی اثر می‌گذارند. در این اختلالات، سرخرگ‌های تامین‌کننده اکسیژن و مواد غذایی به مغز اغلب آسیب می‌بینند (آنژیوپاتی) یا تغییر شکل می‌دهند. رایج‌ترین موارد حضور بیماری مغزی-عروقی شامل سکته مغزی ایسکمیک، حمله ایسکمی گذرا و گاهی سکته مغزی هموراژیک است. فشار خون بالا مهمترین عامل خطر مؤثر در سکته مغزی و بیماری مغزی عروقی است زیرا می‌تواند ساختار رگ‌های خونی را تغییر دهد و به تصلب شرایین منجر شود. تصلب شرایین، رگ‌های خونی را در مغز باریک می‌کند که به کاهش جریان خون مخ منجر می‌شود. استعمال دخانیات و دیابت عوامل خطر دیگری هستند که در سکته مغزی موثرند. سرخرگ‌های باریک‌شده در مخ می‌توانند منجر به سکته مغزی ایسکمیک شوند، اما افزایش ادامه‌دار فشار خون می‌تواند همچنین باعث پاره شدن رگ‌ها شود که منجر به سکته مغزی هموراژیک می‌شود.